# Guímel
Guímel ou gimel é a terceira letra de muitos alfabetos semíticos, incluindo o fenício, aramaico, hebraico ג, siríaco ܓ e arábicoc ǧīm ج (é o terceiro na ordem alfabética).
Do alfabeto fenício, para o alfabeto grego deu a raíz a letra gamma.

## Syriac Gamal/Gomal
| Gamal/Gomal      |
| ---------------- |
| Madnḫaya Gamal   |
| Serṭo Gomal      |
| Esṭrangela Gamal |